# Jody Craddock
Jody Darryl Craddock (ur. 25 lipca 1975 w Redditch) – angielski piłkarz występujący na pozycji środkowego obrońcy.
Craddock grę w profesjonalną piłkę zaczął w Cambridge United, a następnie spędził sześć lat w Sunderland, z którym awansował do Premier League. Po spadku w 2003 roku podpisał kontrakt z Wolverhampton Wanderers. W Wolves spędził 10 lat, rozegrał ponad 200 spotkań i był kapitanem. W 2013 roku zakończył karierę piłkarską.